# 阿耶塔
阿耶塔（義大利語：Aieta），是意大利科森扎省的一个市镇。总面积47平方公里，人口854人，人口密度18.2人/平方公里（2009年）。ISTAT代码为078005。